# 多恩霍尔茨豪森
多恩霍尔茨豪森是德国莱茵兰-普法尔茨州的一个市镇。总面积3.93平方公里，总人口222人，其中男性111人，女性111人（2011年12月31日），人口密度56人/平方公里。